# Moulin à vent des Basses-Terres
Le moulin à vent des Basses-Terres est un moulin situé en France sur la commune des Rosiers-sur-Loire, dans le département de Maine-et-Loire en région Pays de la Loire.
Ce-dernier fait l'objet d'une inscription au titre des monuments historiques depuis le 21 décembre 1984.

## Localisation
Le moulin est situé dans le département français de Maine-et-Loire, sur la commune des Rosiers-sur-Loire.

## Historique
L'édifice est inscrit au titre des monuments historiques en 1984.